# SDS (codolo)

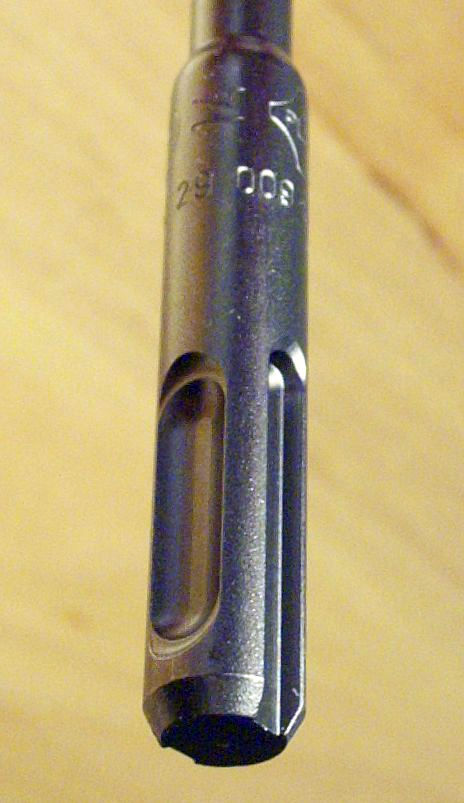
Un codolo con attacco SDS-plus

SDS designa tra le altre cose un tipo di codolo per utensile da applicare a degli elettroutensili. 
Il termine è l'acronimo di Steck-Dreh-Sitz sviluppato dalla tedesca Bosch e poi ribattezzato Spannen durch System. La stessa Bosch lo internazionalizzò commercialmente in lingua inglese Special Direct System.

## Storia
Con lo sviluppo degli elettroutensili negli anni 1960 si presentò il problema di uno standard comune negli attacchi ai mandrini e ad altri tipi di utensili tra i vari costruttori. Sicché la liechtensteiniana Hilti nel 1967 presentò un sistema a 10 mm per elettroutensili leggeri, lo Hilti TE. Nel 1975 la Robert Bosch GmbH creò lo standard industriale SDS plus a 10 mm di diametro di codolo. La stessa Hilti passò allo standard TE-C.

## Caratteristiche e tipologie
Il sistema presenta una connessione rapida e sicura tra utensile e mandrino appositamente disegnato per tale standard. 
Brevetti Bosch per il sistema SDS-plus sono spirati dopo i 20 anni legali dalla presentazione. Diversi esempi di sviluppo ulteriore sono presenti sul mercato, ma non sono tra loro compatibili.
| Designazione | Codolo diametro | Superficie per momento | Descrizione                                                                             |
| ------------ | --------------- | ---------------------- | --------------------------------------------------------------------------------------- |
| SDS-max      | 18 mm           | 160 mm2                | Per utensili pesanti                                                                    |
| SDS-top      | 14 mm           |                        | Sviluppato da Bosch per applicazioni leggere, poi abbandonato dal 2009                  |
| SDS(-plus)   | 10 mm           | 60 mm2                 | Sviluppato nel 1975 da Bosch, primo standard originale                                  |
| SDS-quick    | 6,8 mm          |                        | Introdotto nel 2011 da Bosch, solo per utensili a batteria Bosch-Uneo e Bosch-Uneo Maxx |